# Levan Chilachava

a Compétitions nationales et continentales officielles uniquement.

b Matchs officiels uniquement.
Dernière mise à jour le 12 juillet 2022.
Levan Chilachava (en géorgien : ლევან ჩილაჩავა), né le 17 août 1991 à Soukhoumi en Géorgie, est un joueur de rugby à XV qui évolue au poste de pilier. Il évolue au sein de l'effectif du Castres olympique  depuis mai 2021.

## Biographie

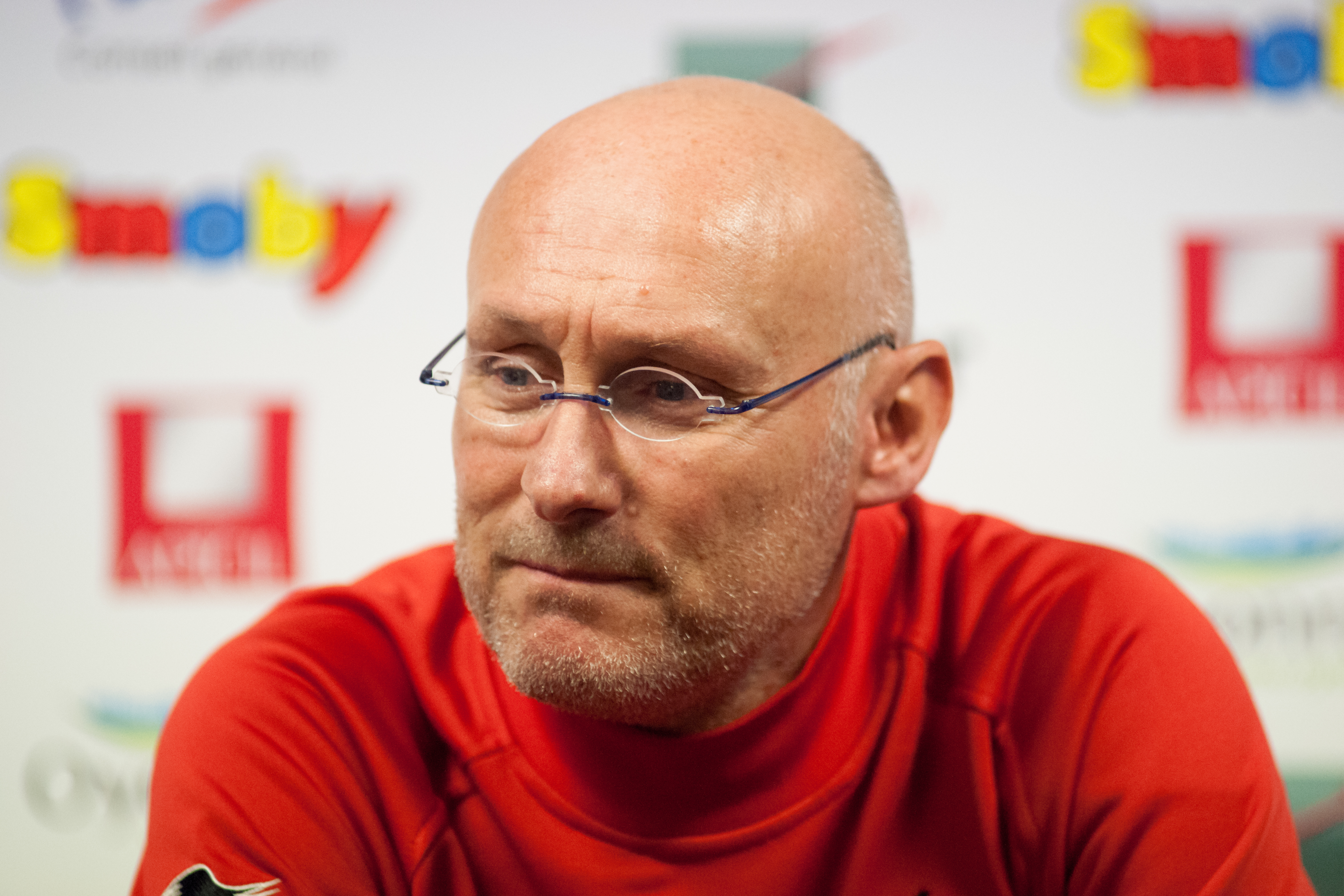
Bernard Laporte, ici en 2014, est le manager de Levan Chilachava à Toulon de 2011 à 2016.

Levan Chilachava connaît des sélections en équipe de Géorgie des moins de 17 ans et des moins de 20 ans. Membre de l'équipe espoir du RC Toulon lors de la saison 2010-2011, il dispute son premier match avec l'équipe professionnelle le 10 novembre 2011 lors du match de Challenge européen contre le Petrarca Padoue. Il marque un essai pour une large victoire toulonnaise sur le score de 53 à 22. Il jouera son premier match de Top 14 lors de la finale opposant Toulon au Stade toulousain le 9 juin 2012.
Levan Chilachava est pour la première fois champion de France le 31 mai 2014 en soulèvant le Bouclier de Brennus contre le Castres olympique.
Levan Chilachava compte également 40 sélections en équipe de Géorgie pour quatre essais inscrit.
En août 2015, le sélectionneur de la Géorgie Milton Haig annonce qu'il fait partie du groupe des 31 géorgiens sélectionner pour disputer la Coupe du monde de rugby 2015 en Angleterre. En 2021, il est recruté par le Castres olympique. Il est finaliste du championnat de France Top 14 contre Montpellier en 2022.

## Palmarès

### En club
Avec le Rugby club toulonnais
- Coupe d'Europe :
  - Champion (3) : 2013, 2014 et 2015

- Challenge européen :
  - Finaliste (1) : 2012

- Championnat de France de Top 14 : 
  - Champion (1) : 2014
  - Finaliste (2) : 2012 et 2013

- Championnat de France Reichel : 
  - Vainqueur (1) : 2010[2]
- Championnat de France espoirs : 
  - Finaliste (1) : 2011[2]

Avec le Castres olympique
- Championnat de France de Top 14 :
  - Finaliste (1) : 2022

### En équipe nationale
- 23 sélections en Équipe de Géorgie depuis 2011
- 2 essais (10 points)
- Sélections par année : 1 en 2011, 4 en 2012, 2 en 2013, 8 en 2014, 8 en 2015
- Vainqueur du Championnat européen des nations (2) : 2012 et 2014